# 허트번구

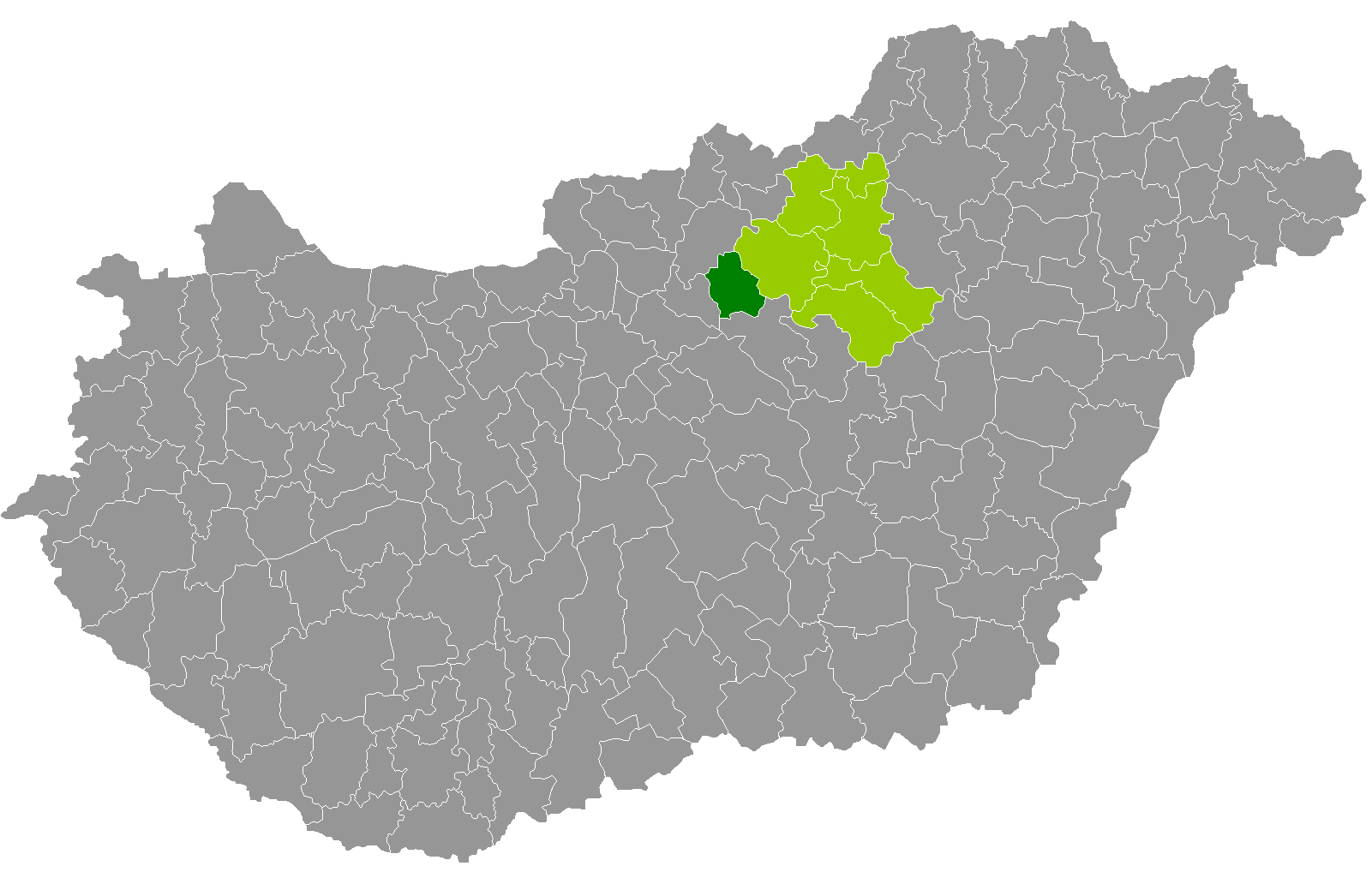
헤베시주 지도에 표시된 허트번구의 위치

허트번구(헝가리어: Hatvani járás)는 헝가리 헤베시주에 위치한 구로 구청 소재지는 허트번이며 면적은 352.16km2, 인구는 51,246명(2011년 기준), 인구 밀도는 146명/km2이다.
북쪽으로는 노그라드주 파스토구, 동쪽으로는 죈죄시구, 남쪽으로는 야스너지쿤솔노크주 야스베레니구, 서쪽으로는 페슈트주 어소드구와 접한다. 14개 지방 자치체(2개 시, 12개 마을)를 관할한다.

구 문장